# Debyesche Funktionen
Die Debyeschen Funktionen sind eine Funktionsfamilie in der Mathematik. Sie stehen zu den Polylogarithmen in rationaler Beziehung und sind nach dem Physiker und theoretischen Chemiker Peter Debye benannt. Diese Funktionen werden in der Thermodynamik beim Debye-Modell und beim Stefan-Boltzmann-Gesetz über die Schwarzkörperstrahlung angewendet.

## Definition
Die Debyeschen Funktionen sind wie folgt definiert:
{\displaystyle D_{n}^{(0)}(x)={\frac {n}{x^{n}}}\int _{0}^{x}{\frac {y^{n}}{\exp(y)-1}}\mathrm {d} y}
{\displaystyle D_{n}^{(1)}(x)=\int _{0}^{x}{\frac {y^{n}}{\exp(y)-1}}\mathrm {d} y}
{\displaystyle D_{n}^{(2)}(x)=\int _{x}^{\infty }{\frac {y^{n}}{\exp(y)-1}}\mathrm {d} y}
Dabei soll n eine natürliche Zahl sein.
Alternativ ist die Definition über unendliche Summen möglich:
{\displaystyle D_{n}^{(0)}(x)=1-{\frac {nx}{2(n+1)}}+\sum _{k=1}^{\infty }{\frac {nB_{2k}x^{2k}}{(2k+n)(2k)!}}}
{\displaystyle D_{n}^{(1)}(x)=x^{n}\left[{\frac {1}{n}}-{\frac {x}{2(n+1)}}+\sum _{k=1}^{\infty }{\frac {B_{2k}x^{2k}}{(2k+n)(2k)!}}\right]}
Mit {\displaystyle B_{2k}} wird die Bernoulli-Zahl an {\displaystyle 2k}-ter Stelle bezeichnet. Weiter gilt
{\displaystyle D_{n}^{(2)}(x)=\Gamma (n+1)\zeta (n+1)-D_{n}^{(1)}(x)},
denn es gilt folgende Formel:
{\displaystyle D_{n}^{(1)}(+\infty )=\int _{0}^{\infty }{\frac {x^{n}}{\exp(x)-1}}\mathrm {d} x=\Gamma (n+1)\zeta (n+1)=n!\operatorname {Li} _{n+1}(1)}

## Eigenschaften
Für alle natürlichen Zahlen {\displaystyle n} ist die Debyesche Funktion der Form Dₙ⁽¹⁾(x) als elementare Linearkombination von Polylogarithmen darstellbar.
Folgende Identitäten gelten für alle reellen x-Werte:
{\displaystyle D_{1}^{(1)}(x)=\operatorname {Li} _{2}[1-\exp(-x)]}
{\displaystyle D_{2}^{(1)}(x)=2\operatorname {Li} _{3}[1-\exp(-x)]+2\operatorname {Li} _{3}[1-\exp(x)]+2x\operatorname {Li} _{2}[1-\exp(-x)]+{\frac {1}{3}}x^{3}}
Bei der Funktion D₁⁽¹⁾(x) handelt es sich um den Dilogarithmus von der Differenz Eins minus der Kehrwert der eulerschen Exponentialfunktion. Somit verläuft die Funktion D₁⁽¹⁾(x) durch den Koordinatenursprung mit der Steigung 1 und ist für alle positiven x-Werte positiv und für alle negativen x-Werte negativ. Sie hat so wie alle Debyeschen Funktionen der Form Dₙ⁽¹⁾(x) eine positive waagrechte Asymptote. Bei der Funktion D₁⁽¹⁾(x) nimmt die waagrechte Asymptote den Wert Li₂(1) = ζ(2) = π²/6 an.
Diese Tatsache kann außerdem durch den Beweis der Richtigkeit dieser Identität bewiesen werden:
{\displaystyle 4D_{1}^{(1)}(x)-D_{1}^{(1)}(2x)=\int _{0}^{1}{\frac {2}{\sqrt {1-y^{2}}}}\arctan \left[\sinh(x){\sqrt {1-y^{2}}}\right]\mathrm {d} y}
Die Funktion D₂⁽¹⁾(x) ist für positive und negative x-Werte positiv. Sie verläuft durch den Koordinatenursprung mit der Steigung Null und der Krümmung Eins. Diese Eigenschaften hat jene trilogarithmische Funktion mit der Quadratfunktion gemeinsam. Aber im Gegensatz zur asymptotenfreien Quadratfunktion hat die Funktion D₂⁽¹⁾(x) sehr wohl eine waagrechte Asymptote. Sie nimmt den Wert 2Li₃(1) = 2ζ(3), das Doppelte der Apéry-Konstante an.
Die Funktion D₃⁽¹⁾(x) wurde von Debye entdeckt und für die Berechnung der Wärmekapazitäten von kristallinen Festkörpern verwendet.
Er erkannte dabei folgenden analytischen Zusammenhang:
{\displaystyle \int _{0}^{x}{\frac {z^{4}\exp(z)}{[\exp(z)-1]^{2}}}\mathrm {d} z=4D_{3}^{(1)}(x)-{\frac {x^{4}}{\exp(x)-1}}}
Folgende Formel gilt für alle positiven x-Werte: 
{\displaystyle D_{3}^{(1)}(x)=-6\operatorname {Li} _{4}[\exp(-x)]-6x\operatorname {Li} _{3}[\exp(-x)]-3x^{2}\operatorname {Li} _{2}[\exp(-x)]+x^{3}\ln[\exp(x)-1]-x^{4}+{\frac {\pi ^{4}}{15}}}
Die Funktion D₃⁽¹⁾(x) ist für positive x-Werte positiv und für negative x-Werte negativ. Sie verläuft durch den Koordinatenursprung mit der Steigung Null und der Krümmung Null. Die waagrechte Asymptote von D₃⁽¹⁾(x) nimmt den Wert 6Li₄(1) = 6ζ(4) = π⁴/15 an.

## Ableitungen
Folgende Ableitungsregeln gelten für die Debyeschen Funktionen:
{\displaystyle {\frac {\mathrm {d} }{\mathrm {d} x}}D_{n}^{(0)}(x)={\frac {n}{\exp(x)-1}}-{\frac {n^{2}}{x^{n+1}}}D_{n}^{(1)}(x)={\frac {n}{\exp(x)-1}}-{\frac {n}{x}}D_{n}^{(0)}(x)}
{\displaystyle {\frac {\mathrm {d} }{\mathrm {d} x}}D_{n}^{(1)}(x)={\frac {x^{n}}{\exp(x)-1}}}
{\displaystyle {\frac {\mathrm {d} }{\mathrm {d} x}}D_{n}^{(2)}(x)=-{\frac {x^{n}}{\exp(x)-1}}}

## Debyesche Theorie
Im Jahre 1912 begründete Peter Debye seine Theorie über die spezifischen Wärmekapazitäten von kristallinen Festkörpern. In seiner Theorie betrachtete Debye den betroffenen Festkörper als isotrop und elastisch. Hierbei befinden sich die elastischen Schwingungen der Phononen in diesem Kristall in einem Intervall unterhalb von einer Grenzfrequenz. Zusätzlich wird die annähernde Gleichsetzung des Volumens der Brillouin-Zone im reziproken Gitter mit dem Raumvolumen des Festkörpers im k-Raum vorausgesetzt.
Für die Phononenzustandsdichte {\displaystyle g} in Abhängigkeit von der Schwingungsfrequenz der Phononen (Kreisfrequenz {\displaystyle \omega =2\pi f}) gilt folgende Formel: 
{\displaystyle g_{\mathrm {D} }(\omega )={\frac {9\omega ^{2}}{\omega _{\mathrm {D} }^{3}}}}
Dabei steht {\displaystyle \omega _{\mathrm {D} }} für die Debyesche Grenzfrequenz.
Für die innere Energie {\displaystyle U} in Abhängigkeit von der Phononenzustandsdichte gilt diese Formel:
{\displaystyle U=\int _{0}^{\omega _{\mathrm {D} }}\hbar \omega g_{\mathrm {D} }(\omega )\left[\exp \left({\frac {\hbar \omega }{k_{\mathrm {B} }T}}\right)-1\right]^{-1}\mathrm {d} \omega },
wobei {\displaystyle \hbar } die reduzierte Planck-Konstante und {\displaystyle k_{\mathrm {B} }} die  Boltzmann-Konstante ist.
Hierbei liegt die Bose-Einstein-Verteilung vor. Mit der Debye-Temperatur
{\displaystyle T_{\mathrm {D} }={\frac {\hbar \omega _{\mathrm {D} }}{k_{\mathrm {B} }}}}
ergibt sich: 
{\displaystyle U=\int _{0}^{\omega _{D}}{\frac {9\hbar \omega ^{3}}{\omega _{D}^{3}}}\left[\exp \left({\frac {\hbar \omega }{k_{B}T}}\right)-1\right]^{-1}\mathrm {d} \omega }
{\displaystyle U={\frac {9k_{\mathrm {B} }^{4}T^{4}}{\hbar ^{3}\omega _{\mathrm {D} }^{3}}}D_{3}^{(1)}\left({\frac {\hbar \omega _{\mathrm {D} }}{k_{\mathrm {B} }T}}\right)=3k_{\mathrm {B} }TD_{3}^{(0)}\left({\frac {\hbar \omega _{\mathrm {D} }}{k_{\mathrm {B} }T}}\right)}
Für die gesamte innere Vibrationsenergie des Kristalls gilt diese Formel:
{\displaystyle U_{\text{VIB}}={\frac {9}{8}}N_{A}k_{\mathrm {B} }T_{\mathrm {D} }+{\frac {9N_{A}k_{\mathrm {B} }T^{4}}{T_{\mathrm {D} }^{3}}}D_{3}^{(1)}\left({\frac {T_{\mathrm {D} }}{T}}\right)}
Die Wärmekapazität bei konstantem Volumen ist die Ableitung der inneren Energie bezüglich der Temperatur:
{\displaystyle C_{V}={\frac {\partial U_{\text{VIB}}}{\partial T}}={\frac {36N_{A}k_{\mathrm {B} }T^{3}}{T_{\mathrm {D} }^{3}}}D_{3}^{(1)}\left({\frac {T_{\mathrm {D} }}{T}}\right)-{\frac {9N_{\mathrm {A} }k_{\mathrm {B} }T_{\mathrm {D} }}{T}}\left[\exp \left({\frac {T_{\mathrm {D} }}{T}}\right)-1\right]^{-1}}

## Integration von Logarithmusfunktionen
Die Debyeschen Funktionen dienen zur Integration von nicht elementar integrierbaren Logarithmusfunktionen und hyperbolischen Areafunktionen. Im nun Folgenden werden die Ursprungsstammfunktionen von einigen solchen Funktionen aufgelistet:
Mit der Funktion D₁⁽¹⁾(x):
{\displaystyle \int _{0}^{x}{\frac {-\ln(1-t)}{t}}\mathrm {d} t=D_{1}^{(1)}[-\ln(1-x)]=\operatorname {Li} _{2}(x)}
{\displaystyle \int _{0}^{x}{\frac {\ln(t+1)}{t}}\mathrm {d} t=-D_{1}^{(1)}[-\ln(x+1)]=D_{1}^{(1)}[\ln(x+1)]+{\frac {1}{2}}\ln(x+1)^{2}}
{\displaystyle \int _{0}^{x}{\frac {\operatorname {artanh} (t)}{t}}\mathrm {d} t=D_{1}^{(1)}[2\operatorname {artanh} (x)]-{\frac {1}{4}}D_{1}^{(1)}[4\operatorname {artanh} (x)]=\chi _{2}(x)}
{\displaystyle \int _{0}^{x}{\frac {\operatorname {arsinh} (t)}{t}}\mathrm {d} t={\frac {1}{2}}D_{1}^{(1)}[2\operatorname {arsinh} (x)]+{\frac {1}{2}}\operatorname {arsinh} (x)^{2}}
{\displaystyle \int _{0}^{x}{\frac {\operatorname {arsinh} (t)}{t{\sqrt {t^{2}+1}}}}\mathrm {d} t=2D_{1}^{(1)}[\operatorname {arsinh} (x)]-{\frac {1}{2}}D_{1}^{(1)}[2\operatorname {arsinh} (x)]}
{\displaystyle \int _{0}^{x}{\frac {\operatorname {arsinh} (t)}{t(t^{2}+1)}}\mathrm {d} t=D_{1}^{(1)}[2\operatorname {arsinh} (x)]-{\frac {1}{4}}D_{1}^{(1)}[4\operatorname {arsinh} (x)]}
Mit der Funktion D₂⁽¹⁾(x):
{\displaystyle \int _{0}^{x}{\frac {\ln(1-t)^{2}}{t}}\mathrm {d} t=D_{2}^{(1)}[-\ln(1-x)]=2\operatorname {Li} _{3}(x)+2\operatorname {Li} _{3}\left({\frac {x}{x-1}}\right)-2\ln(1-x)\operatorname {Li} _{2}(x)-{\frac {1}{3}}\ln(1-x)^{3}}
{\displaystyle \int _{0}^{x}{\frac {\operatorname {artanh} (t)^{2}}{t}}\mathrm {d} t={\frac {1}{2}}D_{2}^{(1)}[2\operatorname {artanh} (x)]-{\frac {1}{16}}D_{2}^{(1)}[4\operatorname {artanh} (x)]}
{\displaystyle \int _{0}^{x}{\frac {\operatorname {arsinh} (t)^{2}}{t}}\mathrm {d} t={\frac {1}{4}}D_{2}^{(1)}[2\operatorname {arsinh} (x)]+{\frac {1}{3}}\operatorname {arsinh} (x)^{3}}
Verallgemeinerungen mit der Funktion Dₙ⁽¹⁾(x):
{\displaystyle \int _{0}^{x}{\frac {\operatorname {artanh} (t)^{n}}{t}}\mathrm {d} t={\frac {1}{2^{n-1}}}D_{n}^{(1)}[2\operatorname {artanh} (x)]-{\frac {1}{4^{n}}}D_{n}^{(1)}[4\operatorname {artanh} (x)]}
{\displaystyle \int _{0}^{x}{\frac {\operatorname {arsinh} (t)^{n}}{t}}\mathrm {d} t={\frac {1}{2^{n}}}D_{n}^{(1)}[2\operatorname {arsinh} (x)]+{\frac {1}{n+1}}\operatorname {arsinh} (x)^{n+1}}
Für alle {\displaystyle n\in \mathbb {N} } gelten diese beiden Integrale.